# Jo Beyer
Jo Beyer (* 17. November 1991 in Essen) ist ein deutscher Jazzmusiker (Schlagzeug, Komposition).

## Wirken
Beyer studierte an der Hochschule Osnabrück sowie an der Königlichen Musikakademie in Aarhus und lebt seit 2016 in Köln. Mit dem Trio Malstrom, zu dem neben ihm Salim Javaid (später Florian Walter) (Saxophone) und Axel Zajac (Gitarre) gehörten, gewann er diverse Jazzpreise, wie 2015 den Europäischen Burghauser Nachwuchs-Jazzpreis, 2017 die Getxo Jazz Competition, 2018 den Biberacher Jazzpreis. und gewann außerdem den Sparda Jazz Award mit den Bands Bodosapiens und Der weise Panda. Anfang 2017 absolvierte er sein Bachelor-Konzert mit eigenen Kompositionen, die er mit seinem Quartett Jo (mit Sven Decker, Tenorsaxophon, Roman Babik, Piano und Andreas Wahl, Gitarren) im Kölner Loft vorstellte. Mit dieser Band veröffentlichte er im Mai 2017 sein Debütalbum als Bandleader bei Unit Records. Im September 2019 folgte bei Berthold Records das zweite Album Party.
Sowohl mit seinen eigenen Projekten, als auch als Sideman in diversen Bands, spielt Beyer regelmäßig Tourneen und Konzerte und ist in CD-, Rundfunk- und Fernsehproduktionen involviert. Er war bereits in Deutschland, den Niederlanden, Spanien, Norwegen, Belgien, Frankreich, Dänemark, Russland, China, Malaysia und Tschechien auf internationalen Festivals musikalisch aktiv, etwa beim OCT-Jazzfestival (Shenzhen, China), Jazzfest Bonn, Internationalen Jazzwoche Burghausen, B-Jazz Festival Belgien, Internationales Jazzfestival Greiz, Nachwuchsfestival Leipzig, Getxo Jazzfestival und 2022 bei der Jazzahead.

## Diskographische Hinweise
- Aaron Seitz, Yannik Tiemann, Jo Beyer: Bodosapiens (2013)
- Malstrom: Phantom Architect (Tiefton Records, 2016)
- Jo (Unit Records, 2017)
- Malstrom + Florian Weber (Tiefton, 2017)
- Jo: Party (Berthold Records, 2019)
- Der weise Panda: (Jazzhaus Records 2020, mit Maika Küster, Felix Hauptmann, Talia Erdal, Yannik Tiemann)
- Malstrom: Klaus-Dieter (Berthold Records, 2021)
- Zoom: The Curse of Unspoken Words (Jazzsick, 2022, mit Stephan Mattner, Philipp van Endert, Sebastian Räther)